# LwIP
lwIP – powszechnie stosowany otwarty stos TCP/IP, zaprojektowany dla systemów wbudowanych. lwIP został pierwotnie opracowany przez Adama Dunkelsa w Szwedzkim Instytucie Informatyki i obecnie jest rozwijany i wspierany przez programistów z całego świata.
lwIP jest używany przez wielu producentów systemów wbudowanych. Jako przykłady można podać Аlterа (w systemie operacyjnym Nios II), Analog Devices (dla czipów Blackfin DSP), firmę Xilinx, Honeywell (dla systemów lotniczych certyfikowanych przez FAA) i Freescale Semiconductor (rozwiązania dla Automotive) oraz STMicroelectronics.
W centrum uwagi przy rozwoju lwIP stoi zmniejszenie wykorzystywanych zasobów pozostając pełnowymiarowym stosem TCP/IP. Sprawia to, że lwIP nadaje się do stosowania w systemach wbudowanych z kilkudziesięcioma kilobajtami wolnego RAMu i około 40 kilobajtami kodu ROM.

## Cechy stosu
Warstwa internetowa
- IP (Internet protocol), w tym przekazywanie pakietów pomiędzy kilkoma interfejsami sieciowymi
- Protokół ICMP (ICMP) do utrzymania sieci i debugowania
- Protokół IGMP (ang. Internet Group Management Protocol) do zarządzania grupami multicastowymi w sieci

Warstwa transportowa
- Protokół UDP (protokół pakietów użytkownika)
- Protokół TCP (ang. Transmission Control Protocol)

Warstwa aplikacji
- DNS (system nazw domenowych)
- Protokół SNMP (ang. Simple Network Management Protocol)
- Protokół DHCP (protokół dynamicznego konfigurowania hostów)

Warstwa łącza
- PPP (point-to-point protocol)
- Protokół ARP (ang. Address Resolution Protocol) dla sieci Ethernet

Inne
- Specjalistyczne, natywne API dla podniesienia wydajności przy ograniczonych zasobach